# Chlorobapta tibialis
Chlorobapta tibialis är en skalbaggsart som beskrevs av Lea 1911. Chlorobapta tibialis ingår i släktet Chlorobapta och familjen Cetoniidae. Inga underarter finns listade i Catalogue of Life.